# Liviu Călin
Liviu Călin (* 18. September 1953) ist ein rumänisch-deutscher Basketballtrainer. Er ist Assistenztrainer des deutschen Bundesligisten Basketball Löwen Braunschweig und Entdecker von Dennis Schröder. Mit Daniel Theis förderte er einen weiteren späteren NBA-Spieler.

## Laufbahn
Călin studierte am „Institutul de Educaţie Fizică şi Sport“ (deutsch: Institut für Leibeserziehung und Sport) in Bukarest und machte dort 1978 seinen Abschluss. Anschließend arbeitete er beim Bukarester Verein „Clubul Sportiv Școlar 4“ als Jugendtrainer. Zwischen 1983 und 1991 war Călin für den rumänischen Basketballverband tätig und gehörte zum Trainerstab der U18-, U20- und A-Nationalmannschaft. 1989 wurde er Cheftrainer der rumänischen Nationalmannschaft.
1991 ging er nach Deutschland und wurde als Leiter des Leistungszentrums Basketball Braunschweig (LBB) für die Jugendarbeit der SG Braunschweig verantwortlich. Zudem war er jahrelang Cheftrainer der 2. Herrenmannschaft der SG Braunschweig. Im Jahr 2000 wurde die Profimannschaft der SG ausgegliedert, die nun als erste SG-Mannschaft firmierende ehemalige 2. Mannschaft stieg 2002 unter Călins Leitung in die 2. Bundesliga auf. Dort spielte diese unter seiner Führung bis 2007, von 2007 bis 2015 dann in der 2. Bundesliga ProB und diente dem unter wechselnden Namen antretenden Braunschweiger Erstligisten als Nachwuchsfördermannschaft und Kooperationspartner. Călins Arbeit galt als wichtige Unterstützung der Braunschweiger Profimannschaft, da er immer wieder Spieler für den Erstligakader ausbildete. Die Ausbildung von Talenten wurde als seine Lebensaufgabe bezeichnet. Călin, der von Wegbegleitern als „schwierige Person“ und „kein einfacher Typ“ beschrieben wurde, setzte dabei auf harte Trainingsarbeit und Vertrauen, indem er sich auch um junge Spielern kümmerte, die als schwierig galten. 2015 wurde die ProB-Lizenz an die Artland Dragons aus Quakenbrück abgegeben, wodurch sich Călins Wirkungsbereich in der Braunschweiger Nachwuchsbereich verringerte. Er fühlte sich eigener Angabe nach „vom Produzenten zum Begleiter“ herabgesetzt. Die Trainerstelle beim langjährigen Rivalen Wolfenbüttel, bei dem ab 2015 die Talente Einsatzzeit erhalten sollten, strebte er nicht an.
Zudem wurde Călin ab 1995 ebenfalls in Braunschweigs Erstligamannschaft als Co-Trainer tätig und behielt dieses Amt auch nach dem Rückzug der ProB-Mannschaft. Im Oktober 2000 sprang er nach dem Rücktritt von John van Crombruggen als Interimstrainer der Braunschweiger Bundesligamannschaft ein. Während der Saison 2002/03 trug er in einem Bundesliga-Spiel Braunschweigs die Hauptverantwortung, da Cheftrainer Ken Scalabroni krank fehlte. Das Ziel, selbst das Bundesliga-Traineramt fest zu übernehmen, hatte Călin eigener Aussage nach nicht. Neben seiner Tätigkeit in Braunschweig arbeitete Călin als Talentsichter für den Deutschen Basketball Bund, als Landestrainer des Niedersächsischen Basketballverbandes und hatte 2006 das Cheftraineramt bei der rumänischen A-Nationalmannschaft inne.
Nachdem er sich in den Vorjahren auf seine Aufgaben als Assistenz- und Individualtrainer der Braunschweiger Bundesligamannschaft konzentriert hatte, übernahm er ab Sommer 2018 innerhalb der Kooperation von Basketball Löwen Braunschweig und SG FT/MTV Braunschweig zusätzlich wieder die Leitung des Nachwuchsbereichs.
Călin förderte in Braunschweig Spieler wie Dennis Schröder, Daniel Theis, Dirk Mädrich, Robin Smeulders, Howard Sant-Roos, Jan Lipke, Leo Niebuhr und Nils Mittmann.  Den späteren NBA-Spieler Schröder entdeckte der Rumäne im Braunschweiger Prinz-Albrecht-Park. Er wurde für Schröder eine Art Vaterfigur und gab ihm eine Chance, als dieser in Jugendtagen schwierige Zeiten durchlebte und zwischenzeitlich in Wolfenbüttel gespielt hatte. Er und seine Familie hätten Călin fast alles zu verdanken, beschrieb Schröder den großen Einfluss des Trainers auf seine Entwicklung. Den oft gezogenen Vergleich, das Verhältnis zwischen ihm und Schröder sei ebenso eng gewesen wie jenes zwischen Dirk Nowitzki und dessen Mentor Holger Geschwindner, wies Călin zurück.
Im Mai 2019 gab Călin sein Amt als niedersächsischer Landestrainer ab, um sich seinen anderen Tätigkeiten zu widmen, darunter auch seiner Berater- und Trainertätigkeit bei der Basketballakademie seines Schützlings Dennis Schröder. Zum 15. September 2019 wurde Călins Vertrag als Co-Trainer seitens der Basketball Löwen Braunschweig gekündigt. Er zog daraufhin vor Gericht. Es wurde eine außergerichtliche Einigung gefunden, im Dezember 2019 zog die Betreibergesellschaft der Basketball Löwen die Kündigung zurück. Călin arbeitete wieder als Co-Trainer der Bundesligamannschaft und leitete den Nachwuchsbereich der Löwen als Sportdirektor, ab Sommer 2020 wieder in Zusammenarbeit mit der SG Braunschweig.